# Táo Anna
Táo Anna là một giống táo thuần hóa có thời gian chín rất sớm và sinh trưởng tốt ở vùng khí hậu ấm áp.
Anna được Abba Stein nhân giống tại Ein Shemer kibbutz ở Israel, để đạt được một giống táo giống như Golden Delicious, có thể được trồng ở những vùng cận nhiệt đới. Một quả táo thông thường cần hơn 500 giờ làm lạnh để có thể nở hoa, nhưng Anna vẫn phát triển mạnh mẽ với ít hơn 300 giờ, vì vậy nó có thể được trồng ở vùng khí hậu ấm áp. Nó được khuyến nghị được trồng ở  các vùng độ cứng USDA 5-9, hay đúng hơn là 6-9.
Anna được giới thiệu đến Hoa Kỳ vào năm 1959, và là giống táo phổ biến nhất ở Florida.

## Miêu tả
Màu vỏ của Anna rất giống với màu vàng của Golden Delicious của nó, đỏ ửng (bằng năm mươi phần trăm ) so với màu xanh lá cây  hoặc vàng lục. Nó là một loại trái cây tuyệt vời cho ăn tươi và giữ được hình dáng trong khi nấu ăn. Nó không thể tự sinh sản và thường được trồng song song với giống Dorsett Golden  hoặc bởi Ein Shemer, tất cả đều có thể được trồng ở vùng khí hậu ấm áp và cung cấp sự thụ phấn chéo cho nhau.
Anna ra hoa và thu hoạch vào một mùa rất sớm, cho một vụ mùa bội thu và giữ được từ 2 đến 3 tuần tươi.